# Kanton Lons-le-Saunier-Nord
Der Kanton Lons-le-Saunier-Nord war bis 2015 ein französischer Wahlkreis im Département Jura und in der ehemaligen Region Franche-Comté. Er umfasste neun Gemeinden im Arrondissement Lons-le-Saunier; sein Hauptort (frz.: chef-lieu) war Lons-le-Saunier. Die landesweiten Änderungen in der Zusammensetzung der Kantone brachten im März 2015 seine Auflösung. Vertreter im conseil général des Départements war zuletzt von 2011 bis 2015 Marc-Henri Duvernet.

## Gemeinden
- Chille
- Condamine
- Courlans
- Courlaoux
- L’Étoile
- Lons-le-Saunier (Teilbereich)
- Montmorot
- Saint-Didier
- Villeneuve-sous-Pymont